# Menophra trypanaria
Menophra trypanaria là một loài bướm đêm trong họ Geometridae.